# Saarburgkaserne
Die Saarburgkaserne war eine Kaserne der Bundeswehr in der Katharinenvorstadt in Landsberg am Lech. Sie wurde nach der lothringischen Stadt Saarburg an der oberen Saar benannt.
Die Kaserne wurde als Artilleriekaserne in den Jahren 1900 bis 1905 für das 9. Feldartillerie-Regiment der Bayerischen Armee errichtet. Nachdem das Regiment aus dem Ersten Weltkrieg zurückgekehrt war, wurde es in Landsberg demobilisiert. Reste des Regimentes nahmen als Freikorps an der Niederschlagung der Münchner Räterepublik teil.
Nach der Reorganisierung der bayerischen Reichswehrverbände wurde das II. Bataillon des 7. Artillerie-Regiment mit zwei Gebirgsartillerie-Batterien in der Kaserne stationiert. Im Jahr 1927 wurde die Kaserne der südlichste Marinestützpunkt der Reichsmarine, als hier die Marinenachrichtenstelle Süd eingerichtet wurde.
Im Rahmen der Aufrüstung der Wehrmacht wurde im Jahr 1935 die bisherige Artilleriekaserne zum Gedenken an die Schlacht bei Saarburg in Saarburgkaserne umbenannt und das Artillerieregiment 63 der Wehrmacht in der Kaserne einquartiert. Der Verweis auf die Saar im Namen kann auch als propagandistischer Hinweis auf der Angliederung des Saargebietes an das Deutsche Reich im Jahr 1935 verstanden werden.
Nach der Besetzung Landsbergs durch die 7. US-Armee bei Kriegsende 1945 wurde in der Saarburgkaserne das DP-Lager Landsberg der United Nations Relief and Rehabilitation Administration (UNRRA) eingerichtet, das bis 1950 bestand.
Im Rahmen der Wiederbewaffnung wurde 1958 in der Kaserne das Luftwaffenversorgungsregiment 3 aufgestellt, das nach kurzer Zeit in die nahe gelegene Welfen-Kaserne verlegt wurde. 1963 erfolgte die Aufstellung des Flugkörpergeschwaders 1 (FKG1) und die US-Armee stationierte Teile des 74th Field Artillery Detachment (59th Ordnance Brigade) in der Kaserne. Aufgrund des INF-Vertrages wurde das FKG 1 zum 31. Dezember 1991 aufgelöst. Bis zur Verlegung in den Fliegerhorst Kaufbeuren wurde die 5. Flugabwehrraketengruppe 22 (5./FlaRakGrp 22) vorübergehend in die Kaserne verlegt. 1993 wurde die Kaserne aufgelöst.
Im Jahr 1989 gab Anton Posset gemeinsam mit der Bürgervereinigung Landsberg im 20. Jahrhundert den Anstoß eine Gedenktafel am ehemaligen Lagereingang des DP-Lagers an der damaligen Saarburgkaserne anzubringen. Deren Inschrift erinnerte an das vor 1945 durch die Wehrmacht und später von der Bundeswehr genutzte Gelände als eines der ersten DP-Lager, das ausschließlich jüdischen Displaced Person vorbehalten war. Oberst a. D. Irving Heymont, der erste Kommandant des Lagers, stiftete die Tafel, deren Errichtung sowohl von der Stadt Landsberg als auch von der Bundeswehr unterstützt wurde. Der Hauptredner war Dr. Abraham J. Peck von den American Jewish Archives, der in dem Lager geboren wurde. Ein anderer Redner war Dr. Simon Snopkowski, ein ehemaliger Bewohner des Lagers und damals Präsident der jüdischen Kultusgemeinden in Bayern.
Die ehemalige Kaserne wurde zu großen Teilen saniert und dient heute als Wohn- und Dienstleistungszentrum (Finanzamt Landsberg). Das denkmalgeschützte Offizierskasino diente dem Kulturprojekt Quere als Unterkunft.